# Frea albescens
Frea albescens là một loài bọ cánh cứng trong họ Cerambycidae.